# 5448 Siebold
5448 Siebold este un asteroid din centura principală de asteroizi.

## Descriere
5448 Siebold este un asteroid din centura principală de asteroizi. A fost descoperit pe 26 septembrie 1992 la Dynic de Atsushi Sugie. El prezintă o orbită caracterizată de o semiaxă mare de 2,22 ua, o excentricitate de 0,14 și o înclinație de 4,8° în raport cu ecliptica.